# Державна комісія з регулювання ринків фінансових послуг України
Державна комісія з регулювання ринків фінансових послуг України (Держфінпослуг) є центральним органом виконавчої влади, діяльність якого спрямовується і координується Кабінетом Міністрів України. Держфінпослуг є спеціально уповноваженим органом виконавчої влади у сфері регулювання ринків фінансових послуг у межах, визначених законодавством.
Ліквідована 8 лютого 2014  року. Голови ліквідаційної комісії: Литвин Андрієй Володимирович, перший заступник Голови Державної комісії з регулювання ринків фінансових послуг України (23 листопада 2011 — 23 лютого 2012); Лутак Микола Дмитрович, заступник Голови Державної комісії з регулювання ринків фінансових послуг України (з 23 лютого 2012). Цай Володимир Миколайович директор адміністративно-господарського департаменту Нацкомфінпослуг.
Основними завданнями Держфінпослуг є:
- участь у формуванні та реалізації державної політики у сфері надання фінансових послуг;
- розроблення і реалізація стратегії розвитку ринків фінансових послуг та вирішення системних питань їх функціонування;
- забезпечення розроблення та координації єдиної державної політики щодо функціонування накопичувальної системи пенсійного страхування;
- здійснення в межах своїх повноважень державного регулювання та нагляду за наданням фінансових послуг і дотриманням законодавства у відповідній сфері;
- захист відповідно до законодавства прав споживачів фінансових послуг;
- сприяння інтеграції ринків фінансових послуг в європейський та світовий ринки фінансових послуг.

Одним з завдань, поставлених перед Держфінпослуг урядом Миколи Азарова, є створення державної страхової компанії. На структуру мають виділити 160 млн грн..

## Завдання та функції
- Надає ліцензії на здійснення фінансової діяльності
- Веде Державний реєстр фінансових установ

## Сфери впливу
- Страхові компанії
- Кредитні спілки
- Бюро кредитних історій
- Недержавні пенсійні фонди
- Фінансові компанії

## Голови Держфінпослуг
- 2004–2006 Суслов Віктор Іванович;
- 2006–2009 Альошин Валерій Борисович;
- 2009–2010 Суслов Віктор Іванович;
- 2010–2011 Волга Василь Олександрович;
- 2011–16.08.2012 Лутак Микола Дмитрович.
- 2012- 8.02.2014 Цай Володимир Миколайович (голова ліквідаційної комісії)